# Pratylenchoides crenicauda
Pratylenchoides crenicauda är en rundmaskart. Pratylenchoides crenicauda ingår i släktet Pratylenchoides och familjen Hoplolaimidae. Inga underarter finns listade i Catalogue of Life.